# Kanazava
Kanazava egy város Japánban, a Honsú szigetének nyugati részén található Isikava prefektúra fővárosa.

## Általános adatok
Kanazava a Japán-tenger partján fekvő város, területe 988 négyzetkilométer. Népessége a 2010-es adatok alapján 462 478 fő. Éghajlata kontinentális, nagy csapadékmennyiséggel (havonta több mint 125 milliméter). A téli hőmérséklet 0 és 10 fok között ingadozik, míg a nyári 20 és 30 fok között van.
A város polgármestere 2010 decemberétől Jamano Jukijosi.

## Történelem
A város eredetileg az ősi Kaga prefektúra fővárosa volt, melyet 1488-tól egy buddhista szekta tartott uralma alatt, és kormányzott, mint önálló köztársaságot. 1583-ban Maeda Tosiie, Oda Nobunaga sógun egyik hadvezére foglalta el, aki a Maeda klán akkori vezetője volt. Ezek után egy virágkor vette kezdetét Kanazavában, a rizstermelés megnövekedése miatt akkoriban Japán leggazdagabb vidékei közé tartozott. A Maedák ennek köszönhetően pénzt tudtak áldozni a művészetek és mesterségek támogatására, így maradhattak fenn a mai napig is a kanazavai lakktárgyak, az óhi-kerámia, a kaga-júzen selyemfestés, a kaga rjóri konyha és a vagasi (japán édesség) hagyományos készítése is. A város másik szerencséje, hogy a 2. világháború nem érte el, így történelmi nevezetességei épen megmaradhattak az utókornak.

## Nevezetességek

### Nagamacsi negyed
A negyed arról híres, hogy egykor szamurájok lakták, valamint a szépen felújított vályogházak is a régi időket idézik. Egyik nevezetes látványossága a Nomura szamurájház, melyet egy Kanazava melletti faluból telepítettek át. Az épülethez egy lenyűgöző díszkert is tartozik. Egy másik szamurájház is megtalálható itt, a Szaihicu-an. Itt a különleges kaga-júzen nevű kimonófestést csodálhatjuk meg. A realisztikus természeti motívumokat alkalmazó festési technika élénk színeket használ, például a vöröset, az indigót, a zöldet, az okkert és a bíbort. A minták festéséhez különleges, a pletykavirágból készülő tintát használnak. A nevezetességek közé tartozik még a Sinisze Kinenkan, mely egy régi patika, és a Murakami, egy édességüzlet. Az épület különlegessége, hogy teljes egészében cukorból készült.

### Higasi gésanegyed
A negyed valószínűleg a 19. század elején jöhetett létre. A „keleti teaház” nevezetű utcán, japán nevén Higasi Csajagain zsalugáteres gésa-faházak húzódnak végig. Ezek közül az egyik leghíresebb a Sima, mely jelenleg múzeumként szolgál, és benne szemügyre vehetjük a díszes fésűket és a samiszenpengető-tartókat. Mindezek a ház eredeti berendezései. Az utca túloldalán pedig egy másik gésaházat, a 180 éves[mikor?] Kaikarót találjuk, melyben megcsodálhatjuk a korabeli szobákat és berendezéseket, illetve a bejárati ajtó mellett található vörösre festett lépcsőt. A hely legnagyobb különlegessége a Szakuda Aranylevél Társaság nevezetű gyár, melyben aranylemezeket (kinpaku) és aranyozott ajándéktárgyakat készítenek, melyeket akár meg is vásárolhatunk. Az épületben még a mosdók falát is arannyal és platinával díszítettek.

### Teramacsi negyed
A negyed a Szai folyó partján elterülő rész, ahol sok hagyományos építésű utca és régi szentély található, melynek száma 70 körül van. Néhány közülük a Gannen-dzsi, ahol a 17. századi költő, Basó is élt, az Akan-dzsi vagy más néven Macskatemplom (Neko-dera), melynek helyén régebben macskatemető volt, vagy a Daien-dzsi, mely lenyűgöző zen-kertjéről ismert. Itt található még a Mjórjú-dzsi vagy más néven a Nindzsa-templom (Nindzsa-dera), mely a folyóparttól nem messze áll. Az épületet 1643-ban fejezték be. Különlegessége, hogy labirintusszerű épülete számos rejtekajtót, lépcsőt, csapóajtót, alagutat és mintegy 21 titkos kamrát rejt magában, mivel egy ideig búvóhelyként is szolgált vész esetén. Főként ezért is nevezik Nindzsa-templomnak. Az álcázás művészetét (nindzsucu) gyakorlóakat nindzsáknak hívják, eredetileg a számukra alakították ki az épületet. A városrész egy másik nevezetessége a Kutani Koszen Gama fazekasműhely, mely kerámiáiról híres.

### Kenroku-en vagy Kenroku park
Kanazava talán leghíresebb látnivalója, melyet Japán három legszebb kertje közé sorolnak.  Maga Kenroku név azt jelenti, hogy „hat az egyben”, ez pedig Kína egyik ősi kertjére utal, mely rendelkezett a „tökéletesség hat tulajdonságával”. (Ezek a nyugalom, a tágasság, a kifinomult tervezés, emelkedettség, a víz jelenléte és a gyönyörű kilátás.) A Kenroku-en kezdetben a kanazavai kastély kertjét képezte, de a 17. század során kibővítették. Végleges méretét a 19. században érte el, a nép viszont 1871 előtt nem látogathatta. A kertben több mint 150-féle fa nő (egyedszámuk eléri a 12 ezret). Parknak főleg azért nevezik, mert a nagy látogatottság miatt hiányzik belőle a japán kertekre jellemző nyugalom és meghittség. A parkot a mai napig nagy gonddal tartják rendben.
Egy másik látványosság, melyről még érdemes szót ejteni, a Gjokuszen-en vagy Gjokuszen park, melyet az Edo-korban alakítottak ki egy domb oldalán. Nem olyan népszerű, mint a Kenroku park, de nyugodt hangulata miatt mégis gyakran látogatják. Az Ómicsó piac is ismert több száz üzletéről; főleg a tenger gyümölcseit árulják itt, de más ételeket és használati tárgyakat is megtalálhatunk itt.

## Kultúra

### Nakamura emlékmúzeum
A múzeumban Nakamura Eisun, egy gazdag szakégyáros magángyűjteményének darabjait lehet megcsodálni, melyet folyamatosan cserélgetnek. Ezek a teaceremóniához elengedhetetlen kellékekből, kalligrafikus műalkotásokból és hagyományos kézműves tárgyakból állnak. A kiállítás az Isikavai Prefekturális Művészeti Múzeum mögött helyezkedik el.

### Más látványosságok
A Honda Múzeumban a Honda család fegyver- és műgyűjteményét, valamint régi háztartási tartozékokat lehet szemügyre venni. Egyik legérdekesebb darabja a „golyóálló” kabát. A 21. századi kortárs művészeti múzeum egy ultramodern épület, mely 2004-ben nyitotta meg kapuit. Japán és külföldi festők alkotásairól híres, emellett időnként zenés és táncos előadásokat is tartanak itt. Az Isikava-mon és a várkastély 1580-ban épültek. A kastély a Maeda klán sok nemzedékének szolgált lakóhelyként, azonban egy időben a teljes épület megsemmisült, és így csak az 1788-ban újjáépített Isikava-mon emlékeztethet minket a régi időkre. 2001-ben a várkastélyt is újjáépítették az eredeti favázas technikát használva. A Szeiszon-kaku nevű, 1863-ban építtetett villa is a Maeda család tulajdonába tartozott. A szobákat pénzt nem kímélve, stílusosan bútoroztatta be a családfő. Az Óhi kerámiamúzeumot, melyet a Csózaemon család alapított, a mai napig ők vezetik. Neve onnan származik, hogy az első Csózaemon a Kanazava mellett található Óhi faluból származott, és ott csiszolta különleges kerámiamesterségét. Az általa készített teaszertartás edények sötét árnyalatúak, és borostyán színű mázuk van.

### Fesztiválok
- Kagatobi Dezomesiki: január elején tartják. Az eseményen önkéntes tűzoltók létrákon egyensúlyozva mutatnak be hagyományos tűzoltási módszereket. A fesztivál megkezdésekor jó pár pohárka szakét – rizsbort – is megisznak, hogy kibírják a téli hideget. A fesztivál eredete az Edo-korból származtatható, mikor is az akkori Kaga prefektúrában a fejedelmek 50-50 embert béreltek fel, hogy eloltsák a tüzeket. Mikor többször sikeresen eloltották azokat, ismertekké váltak, és meghívták őket Kanazavába, ahol bemutathatták tudományukat. Az ünnep ezt a hagyományt idézi fel.
- Aszano-gava Enjúkai: április második hétvégéjén ünneplik. Az Aszano folyó partján zenei előadásokat tartanak ilyenkor a gésák, illetve a Kaikaro teaházban mulatnak a résztvevők és vendégek. Az eseményt este tartják.
- Hjakumangoku macuri: június második szombatján van a főesemény, de 3 napon keresztül tartják. Az eseményen azt a napot ünneplik, mikor a tartomány éves rizstermelése először érte el az egymillió kokut. (Ez kb. 150 ezer tonnát jelent.) A fesztiválon a lakók 16. századi ruhát öltenek. Az első napon (péntek este) lámpásokat úsztatnak le az Aszano folyón, majd szombaton nó előadásokat tartanak, illetve szamurájfelvonulást rendeznek. Vasárnap teaceremóniát szerveznek a Kenroku parkban.

## Népesség
| Lakosok száma | 462 361 | 465 699 | 462 479 |
|               | 2010    | 2015    | 2020    |